# Paul Elmar Jöris
Paul Elmar Jöris (* 1950 in Aachen) ist Journalist und landespolitischer Korrespondent im WDR-Funkhaus Düsseldorf.
Nach dem Studium der Politikwissenschaften, Geschichte, Soziologie und internationalen technisch-wirtschaftlichen Zusammenarbeit in Köln und Aachen arbeitete Jöris als Redakteur beim WDR. 1999 wurde er verteidigungspolitischer Korrespondent und ist seit 2003 landespolitischer Korrespondent im WDR-Funkhaus Düsseldorf mit dem Schwerpunkt Innen- und Justizpolitik. 
Seit 2002 ist er Mitglied des Beirats für Fragen der Inneren Führung.
Er ist Autor von acht Sendungen des täglichen Magazins „Hintergrund“ im Deutschlandfunk.

## Auszeichnungen
- 2011 Karl-Carstens-Preis der Bundesakademie für Sicherheitspolitik[1]

## Buchveröffentlichungen
- mit Rolf Clement: 50 Jahre Bundeswehr. 1955 bis 2005. Hamburg: Mittler Verlag, 2005 (ISBN 9783813208399)
- mit Rolf Clement: Die Terroristen von nebenan – Gotteskrieger aus Deutschland" 2010. [Mit einem Nachwort von Volker Perthes]. München: Piper, 2010
- mit Rolf Clement: Islamistische Terroristen aus Deutschland / Rolf Clement/Paul Elmar Jöris. Bonn: Bundeszentrale für Politische Bildung (Bd. 1159) 2011
- Subjektive Gewißheit: Eine Edition der kunstgaleriebonn von Gisela Clement, Michael Schneider, Tim Trantenroth und Paul Elmar Jöris. Bonn: Weidle 2011